# Guardiola
Guardiola o San Salvador de Guardiola (en catalán y oficialmente Sant Salvador de Guardiola) es un municipio de Cataluña, España. Pertenece a la provincia de Barcelona, y se halla situado en el sur de la comarca del Bages. Además de la capital municipal, lo forman las entidades de 
el Calvet, la Devesa de Dalt i Ca l’Esteve, el Graell, el Pinyot, Raval de Coll d'Arboç, Raval del Parrot, Raval del Sellarès, Salelles y Set-rengs.

## Demografía
Guardiola cuenta con una población de 3476 habitantes (INE 2024).
| Gráfica de evolución demográfica de Guardiola entre 1842 y 2021 |
| |
| Población de derecho según los censos de población del INE. Población de hecho según los censos de población del INE.En este censo se denominaba Guardiola y Salellas: 1842. En estos censos se denominaba Guardiola: 1857, 1860, 1877, 1887, 1897, 1900, 1910, 1920, 1930, 1940, 1950, 1960, 1970 y 1981. |

| 1900 | 1930 | 1950 | 1970 | 1981 | 1986 |
| ---- | ---- | ---- | ---- | ---- | ---- |
| 598  | 738  | 679  | 588  | 633  | 882  |